# 橋本石洲
橋本 石洲（はしもと せきしゅう、1902年5月19日 - 1986年1月21日）は、日本の伊勢派正風の俳諧師。
本名、橋本 隆介（はしもと りゅうすけ）。

## 略歴
三重県伊勢市宮後西河原町に生まれる。生家は代々外宮祠官町年寄師職ならびに徳川幕府直轄伊勢山田奉行所御旗本支配組頭を務めた家柄であった。13歳の頃から漢学を父実幹に習い、郷土史を血族の松木時彦に学んだ。漢詩は久志本博石主幹の神都天南吟社に属し、服部擔風・本宮三香などと交渉があった。
三重県宇治山田商業学校（現宇治山田商業高等学校）を卒業。1年次在学中に剣道の試合の際、受け損なって鼓膜を破られ、以来耳が不自由であった。
早くから俳諧を早苗庵汀鷗に学んで雲夢園石洲と号した。1921年1月10日に正風伝統の立机を允許され、これを祝して早苗庵の引立で巻かれた全国巨匠文音連吟には、芭臣や其桃などの名が並ぶ。
古松とも交友があり、たびたび俳誌「松の栞」の選を頼まれたが、一度も選をしたことがなかった。
晩年は対吟者に恵まれず、「独吟」で連句の灯を灯し続けた。東明雅はその姿を、伊勢派正風の最後の俳諧師として、「孤高の俳諧師」と評した。
1985年秋より子の住む千葉県船橋市に居を移し、1986年1月21日にその生涯を閉じた。

## 神風館と伊勢派正風
宗因に師事した弘氏は伊勢国に談林派の時代をもたらし、神風館を創立した。弘氏の没後はその子弘員が俳諧に熱心ではなかったため一時途絶したが、芭蕉の晩年の弟子である涼菟が再興した。涼菟は蕉門十哲の一人である支考の弟子乙由とともに伊勢蕉門の中心となり、乙由の麦林舎とあわせて伊勢派と呼ばれるようになった。その後神風館の館号は伊勢蕉門の俳家である4世曾北や5世梅路が名乗り継いだが、12世木蓊は後継者を定めなかった。館号は足代家預かりとなり、国学者であった弘訓は芭蕉の訪問を受けた弘員を2世とし、再興した涼菟を3世として整理を行った。その後丘高が13世を継ぎ、現在も館号は継承されている。
石洲の生家は弘氏や弘員、10世弘臣を輩出した足代家とは縁家にあたる。また石洲の弟子窓月は1950年に石州に立机を乞うて允許され、神風館19世を表明している。しかし石洲は窓月について他の弟子とくらべ技量に劣り、弘氏の流れではないのでこれを自称にすぎないとした。石洲は神風館は17世残雨をもって廃絶したと考えており、窓月の後を継いだ20世孝堂に対しては、立机式を宗匠や連集が不在のまま推挙という手段によって強行したとして、強く非難している。
1. 1 2 3  季刊連句 第33号 1991, p. 4.
2. ↑  季刊連句 第33号 1991, p. 5.
3. 1 2  正風俳諧 左義長 1991, p. 143.
4. ↑  俳諧 芭蕉の雫 1956, p. 51.
5. ↑  正風俳諧 左義長 1991,石洲師翁を忍びて
6. ↑  俳文学大辞典 1995, p. 794.
7. 1 2  俳文学大辞典 1995, p. 441.
8. ↑  俳文学大辞典 1995, p. 45.
9. ↑  正風俳諧 新秋津洲 1980, p. 56.
10. ↑  正風俳諧 新秋津洲 1980, p. 63-64.

## 著書
- 『俳諧 芭蕉の雫』私家版、1956年。
- 『雲夢園書斎詩鈔』芭蕉の雫 附録、1956年。
- 『俳諧 陽田の土』私家版、1967年。
- 『伊勢山田奉行沿革史』私家版、1977年、337頁。
- 『正風俳諧 新秋津洲』私家版、1980年、341頁。
- 『正風俳諧 左義長』私家版、1991年1月、144頁。（遺族により没後刊行）